# 13307 Taralarsen
13307 Taralarsen eller 1998 RE59 är en asteroid i huvudbältet som upptäcktes den 14 september 1998 av LINEAR i Socorro County, New Mexico. Den är uppkallad efter Tara Larsen.
Asteroiden har en diameter på ungefär 10 kilometer.